# 浜田城 (伊勢国)
浜田城（はまだじょう）は、伊勢国三重郡（現三重県四日市市鵜の森一丁目）にあった日本の城（平城）。四日市市指定記念物（史跡）。跡地は鵜森神社および鵜の森公園となっている。

## 概要
文明2年（1470年）、この地を治める田原忠秀によって築かれた。田原氏は、もともと上野国赤堀庄に住んでいたが、応永年間（1394年 - 1428年）に田原景信が伊勢に移り、四日市の赤堀に城を構えたとされる。景信は、長男の盛宗を羽津に、次男の秀宗を赤堀に、そして三男の忠秀を浜田に配して、これを赤堀三家と称した。
忠秀は、浜田城の西方にあった東海道を海に近い東に移して交通の便を図った。また市場の整備をおこなったのも彼の頃で、四日市という地名も忠秀のころに生まれた名前といわれる。
伊勢軍記によると、忠秀の二代後の田原元綱の時、織田信長の家臣、滝川一益に攻められ落城。
元綱は討死したが子の田原重綱は城を脱出し、織田信雄に属していたが、天正12年（1584年）の小牧・長久手の戦いで討死し、田原家は滅んだとされる。
四日市市教育委員会によると、この浜田城落城は天正3年(1575年)の事で、その際に浜田城は廃城された。
また『勢州軍記』によると小牧・長久手の戦いの時、滝川雄利が松ヶ島城を開城した後、浜田城に移って籠城したとされる。
現在城跡は茶室「泗翠庵」を備えた鵜の森公園となっており、公園内の鵜森神社には忠秀以下四代の霊が祀られている。神社の周囲に土塁が残っている。また、同神社南側の池は、かつての浜田城の堀の一部である。

## 構造
近鉄四日市駅に近いことから周囲が市街地化しており、現状では鵜の森神社周辺に土塁の一部が現存しているに過ぎず、当時の城の詳細は不明である。